# Skams håls naturreservat
Skams hål är ett naturreservat i Jönköpings kommun i Småland.
Området är skyddat sedan 2005 och är 43 hektar stort. Det är beläget 5 kilometer väster om centrala Jönköping och består mest av gransumpskog och granskog på fastmark.

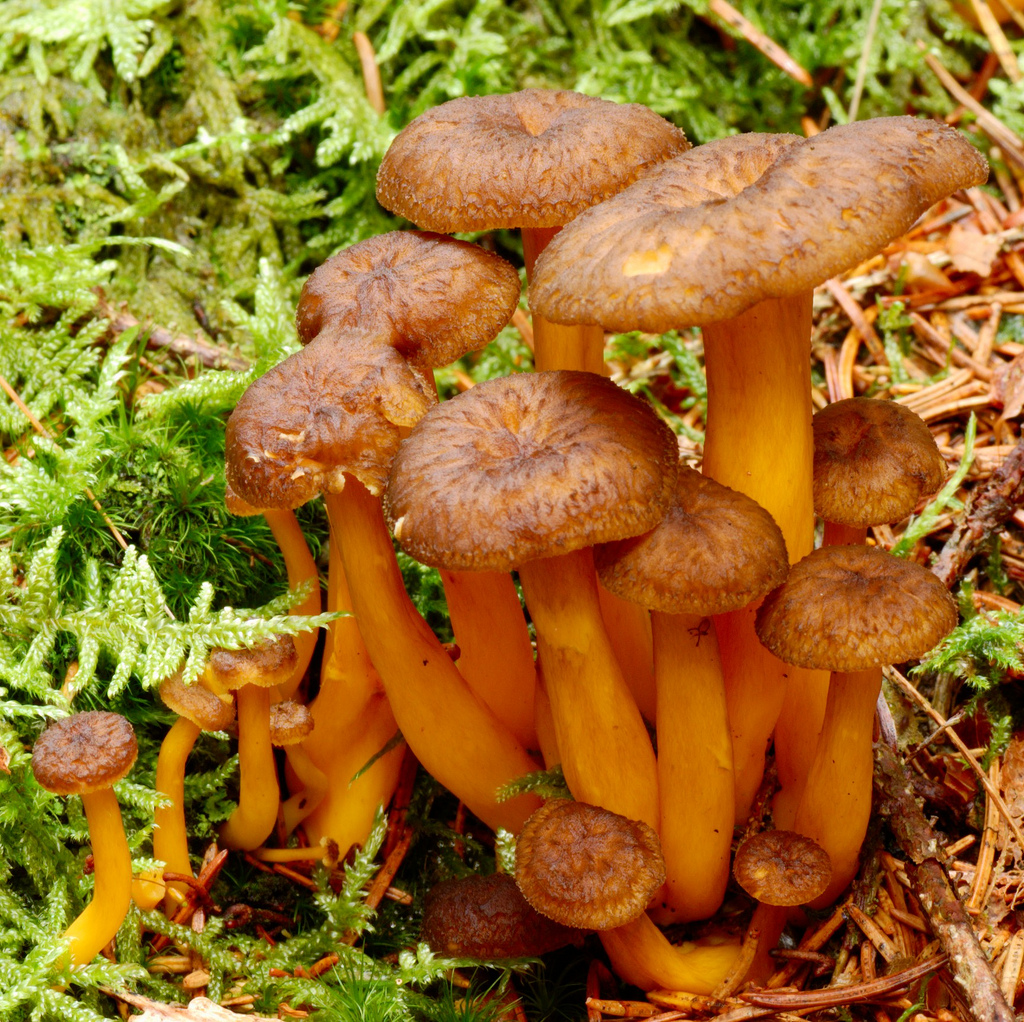
Rödgul trumpetsvamp

Skogen är delvis källpåverkad och har höga värden knutna till rikligt med död ved, senvuxna träd och en hög biologisk mångfald av lavar, mossor och svampar. Inom reservatet finns källflödet Skams hål. Lallerydsbäcken rinner norrut och avvattnar området. I södra delen av reservatet finns ett  kamelandskap som kännetecknas av kraftiga åsryggar och djupt nedskurna raviner. I norra delen av reservatet växer rödgul trumpetsvamp. I de fuktiga områden växer dunmossan och rutlungmossan. I övrigt förekommer många arter av fåglar och däggdjur i området.
Skams hål är en registrerad kulturlämning. Det går flera motionsspår genom reservatet som även används för friluftsliv och sportaktiviteter. Utanför området ligger i söder en föreningsstuga.